# Сейшельцы

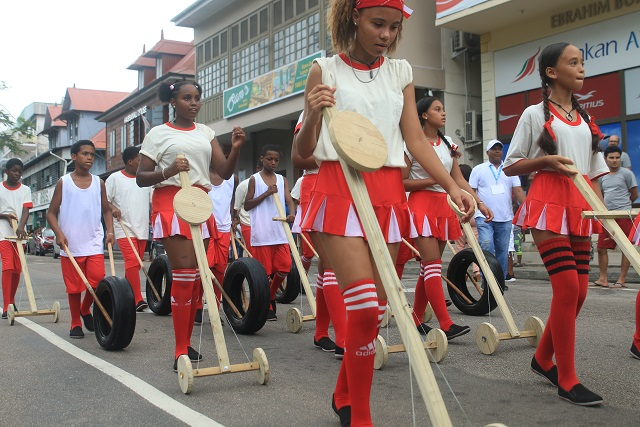
Фестиваль на Сейшельских островах

Сейшельцы, креолы (сейш. Seselwa, kreol, фр. Seychellois, créoles, англ. Seychellois, creoles) — основное население Сейшельских Островов. Численность — 58 000 человек. Говорят на сейшельском креольском языке, образовавшемся на базе французского и суахили и испытавшем влияние английского, арабского и малагасийского языков. Сейшельцы, в основном, католики, есть англикане.
Сейшельцы — потомки французских переселенцев и рабов из Восточной Африки и Мадагаскара (малагасийцев), смешавшиеся также с арабами, индийцами и китайцами. В культуре сочетаются африканские и европейские элементы.

## Язык и культура

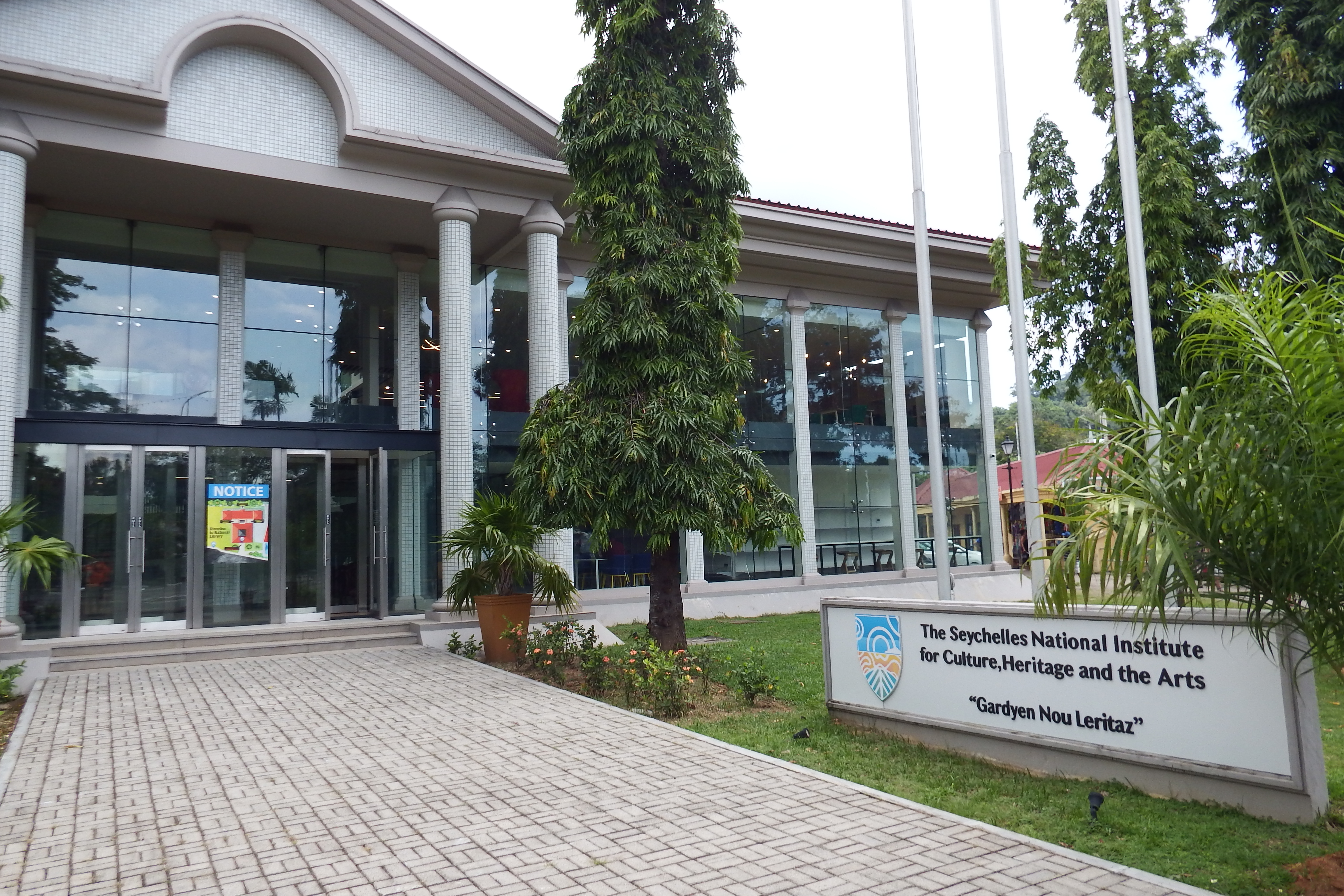
Сейшельский национальный институт культуры, наследия и искусств

Многие лингвисты ошибочно полагают, что креольские языки образуют исключительный
класс по филогенетическим и / или типологическим основаниям.
Миф о том, что креольские языки являются "простейшими" для анализа, свидетельствует о сложности креольских языков в качестве полноценных языков и способствует нашему пониманию когнитивных основ языка.
Также не стоит полагать, что креольская культура существует только там, где формально говорят на креольском языке. Такой довод сильно бы ограничил наше понимание креольских культур априори. Мы могли бы опираться только на данные, ограниченные теоретическими или методологическими границами.

## История
Незаконная работорговля на Сейшельских островах в начале девятнадцатого века.
Архивные записи девятнадцатого века имели достаточно информации, чтобы было возможно определить объем незаконной торговли без особых трудностей. Уже в 1815 году колониальное правительство провело
перепись местного подчиненного населения, причем не только для оценки распространенности работорговли, но и для того, чтобы быстрее положить конец этой деятельности. Таким образом, перепись усложняла ведение работорговли, так как было сложнее скрыть незаконно ввезенных рабов.
Однако, эта политика с треском провалились из-за нежелания должностных лиц предоставлять необходимые декларации.
| Год               | 1806  | 1815  | 1822  | 1830  |
| ----------------- | ----- | ----- | ----- | ----- |
| Рабское население | 2,233 | 6,950 | 6,740 | 4,698 |